# Unión Danesa de Fútbol
La Unión Danesa de Fútbol (DBU) (en danés: Dansk Boldspil-Union) es el organismo encargado de la organización del fútbol en Dinamarca, con sede en Brøndby. Fue creada el 18 de mayo de 1889, la primera asociación del fútbol europeo que se fundó fuera del Reino Unido, y es miembro de la FIFA desde 1904 y de la UEFA desde 1954.
Considerada como una de las Asociaciones deportivas más antiguas e influyentes de la época, fue uno de los miembros fundadores de la Federación Internacional de Fútbol Asociación (FIFA), que vio la luz el 21 de mayo de 1904 en París.
Se encarga de la organización de la Liga y la Copa de Dinamarca, así como los partidos de la selección danesa, la Superligaen y sus distintas categorías.